# Pilkington Glass Championships 1990
Pilkington Glass Championships 1990 — жіночий тенісний турнір, що проходив на кортах з трав'яним покриттям Devonshire Park Lawn Tennis Club в Істборні (Англія). Належав до турнірів 2-ї категорії в рамках Туру WTA 1990. Тривав з 18 до 24 червня 1990 року. Перша сіяна Мартіна Навратілова здобула титул в одиночному розряді й отримала 70 тис. доларів США.

## Фінальна частина

### Одиночний розряд
Мартіна Навратілова —  Гретхен Магерс 6–0, 6–2
- Для Навратілової це був п'ятий титул в одиночному розряді за сезон і 139-й — за кар'єру.[1]

### Парний розряд
Лариса Савченко-Нейланд /  Наталія Звєрєва —  Патті Фендік /  Зіна Гаррісон 6–4, 6–3
- Для Савченко-Нейланд це був другий титул у парному розряді за сезон і 16-й — за кар'єру.[2] Для Звєрєвої це був другий титул у парному розряді за сезон і 9-й — за кар'єру.[3]